# Richard B. Russell (U-Boot)
| USS Richard B. Russell (SSN-687) |                           |
| Dienstzeit                       | USN Jack                  |
| Geordert:                        | 25. Juli 1969             |
| Kiellegung:                      | 19. Oktober 1971          |
| Stapellauf:                      | 12. Januar 1974           |
| Indienststellung:                | 16. August 1975           |
| Außerdienststellung:             | 24. Juni 1994             |
| Status:                          | Abgebrochen               |
| Technische Daten                 |                           |
| Verdrängung:                     | 4960 Tonnen getaucht      |
| Länge:                           | 92,1 m                    |
| Breite:                          | 9,7 m                     |
| Tiefgang:                        | 8,9 m                     |
| Antrieb:                         | Ein S5W-Reaktor           |
| Besatzung:                       | 12 Offiziere, 95 Matrosen |

Die USS Richard B. Russell (SSN-687) war ein Atom-U-Boot der United States Navy und war das letzte gebaute Boot der Sturgeon-Klasse. Sie war nach dem US-Senator Richard B. Russell benannt.

## Geschichte
Die Richard B. Russell  wurde Ende des Jahres 1969 in Auftrag gegeben und im Oktober 1971 bei Newport News Shipbuilding auf Kiel gelegt. Nach einer Bauzeit von über zwei Jahren lief das Boot Anfang 1974 von Stapel und wurde 1975 bei der Navy in Dienst gestellt.
Kurz nach der Indienststellung wurde der Russell direkt hinter dem Turm ein Gehäuse angebracht, in dem eine Antenne mit einer Boje untergebracht wurde, so dass das Boot auch aus großen Tiefen Kontakt mit der militärischen Führung aufnehmen konnte. Dieses Russell Bustle genannte Gebilde wurde bei späteren U-Boot-Klassen direkt im Rumpf integriert.
Einige Jahre später, 1982, wurde die Russell in der Mare Island Naval Shipyard zu einem Boot für Spezialeinsätze umgerüstet. Als solches blieb sie bis 1993 in Dienst, am 1. Juli wurde sie der Reserveflotte zugeteilt. Nachdem Die Richard B Russell fast 18 Jahre lang in der US-Marine gedient hatte, wurde die Richard B. Russell am 24. Juni 1994 außer Dienst gestellt und noch am selben Tag von der Marineliste gestrichen. Das Schiff wurde nach Bremerton, Washington, überführt und am 3. Januar 2003 über das Nuclear Powered Ship and Submarine Recycling Program entsorgt.